# 文昌站
文昌站，位于中华人民共和国海南省文昌市文城镇，是海南东环高速铁路上的高铁站，于2010年12月30日启用营运，由中国铁路广州局集团有限公司管辖。

## 車站周邊
- 海汽旅客服务中心
- 文昌市气象局
- 文昌市粮食局
- 文昌市第二小学
- 中国移动紫贝岭专营店
- 文昌体育馆
- 文昌市教育局
- 文昌市地震局
- 中国建设银行文昌文城分理处
- 中国邮政文昌市邮政局
- 中国联通文南路专营店
- 国美电器文昌店
- 文昌望海大酒店
- 文昌君泰来酒店
- 文昌海岸金城大酒店
- 中国工商银行文昌支行营业部
- 中国电信新兴专营店
- 中国移动友谊指定专营店
- 中国银行文昌支行
- 文南老街
- 文城镇政府

## 歷史
- 2010年12月30日通车启用。

## 外部連結
- 中国铁路客户服务中心 （页面存档备份，存于）